# Krzesimowo
Krzesimowo (deutsch Emmyhütte) ist ein Wohnplatz in der Woiwodschaft Westpommern in Polen. Er gehört zur Gmina Sławoborze (Landgemeinde Stolzenberg) im Powiat Świdwiński (Schivelbeiner Kreis).
Der Wohnplatz liegt in Hinterpommern, etwa 90 km nordöstlich von Stettin und etwa 30 km südlich von Kołobrzeg (Kolberg). 
Emmyhütte wurde nach 1856 durch den Gutsbesitzer von Leppin als Glashütte angelegt. Die Glashütte lag im Westen des Gutsbezirks Leppin, südlich der damaligen zu Leppin gehörenden Vorwerke Alt Schleps und Neu Schleps. Doch war der Betrieb der Glashütte nicht wirtschaftlich, zumal sie auf teure englische Importkohle angewiesen war. 
Im Jahre 1876 erwarben drei Schivelbeiner Kaufleute namens Jakobus, Mannheim und Müller Emmyhütte und die beiden nördlich gelegenen Vorwerke Alt Schleps und Neu Schleps. Diese Besitzungen wurden damit vom Gutsbetrieb Leppin abgetrennt. In Emmyhütte rissen sie die Glashütte ab und legten stattdessen 20 Pachthöfe an.  
Im Jahre 1902 schließlich, nach einem weiteren Besitzwechsel, legten die neuen Besitzer von Alt Schleps und Neu Schleps weitere Pachthöfe an, die sich nach Norden hin an die bestehende Bebauung von Emmyhütte anschlossen. Auf diese Weise war eine zusammenhängende Bebauung in der Form eines Straßendorfes entstanden.  
Emmyhütte gehörte zu dem um 1890 gegründeten Gutsbezirk Schleps, dann zu der nach 1902 an dessen Stelle getretenen Landgemeinde Schleps. Als Teil der Landgemeinde Schleps, aber nicht mehr als eigener Wohnplatz geführt, gehörte Emmyhütte bis 1945 zum Kreis Kolberg-Körlin der preußischen Provinz Pommern.
1945 kam Emmyhütte, wie ganz Hinterpommern, an Polen. Die Bevölkerung wurde vertrieben. Der Ort erhielt den polnischen Ortsnamen „Krzesimowo“.